# Slap!
Slap! è il quarto album in studio del gruppo musicale britannico Chumbawamba, pubblicato nel 1990.

## Tracce
1. Ulrike
2. Tiananmen Square
3. Cartrouble
4. Chase PC's Flee Attack by Own Dog
5. Rubens Has Been Shot!
6. Rappaport's Testament: I Never Gave Up
7. "Slap!
8. That's How Grateful We Are
9. Meinhof